# Tomás de Santa María
Tomás de Santa María (vers 1510 – 1570) était un organiste, compositeur et théoricien de la musique espagnol.

## Biographie
Tomás de Santa María est né à Madrid, à une date inconnue, et mort à Ribadavia. On sait peu de choses sur sa vie si ce n'est qu'il entra dans l'ordre des Dominicains en 1536. Il fut organiste dans différents lieux vers le milieu du siècle, et publia son principal traité, Arte de tañer fantasía, en 1565 à Valladolid.
Cet ouvrage est un traité complet sur la technique du clavier à cette époque. Son but principal est l'enseignement de l'improvisation en style fugué mais, pour y arriver – cette technique est difficile même pour des musiciens chevronnés, quel que soit leur âge – il comprend l'exposé en détail des bases de la musique, les huit modes ecclésiastiques, l'ornementation, le toucher, l'articulation, le doigté, et le contrepoint, y compris une classification des accords de quatre notes assez similaire à celle dont parle Pietro Aron en Italie plusieurs décennies auparavant – et dont il s'est peut-être inspiré. La classification des accords est particulièrement importante dans cette période de l'histoire de la musique pendant laquelle les compositeurs commencèrent à penser en termes de progression harmonique considérée comme procédé de création musicale et non plus seulement comme résultat fortuit de la combinaison de lignes mélodiques. Le livre de Santa María donne aussi des directives pour composer de la musique en utilisant les procédés d'imitation de Josquin des Prés, qu'il considère comme le grand maître de cette technique.
Les écrits de Santa María eurent beaucoup d'influence en Espagne et dans le reste de l'Europe à en juger par les nombreux théoriciens qui l'ont suivi et imité. La préface de l'édition de 1565 précise que le grand claveciniste et organiste Antonio de Cabezón (ainsi que son frère Juan de Cabezón) a examiné le traité et l'a approuvé.

## Éditions
- Arte de tañer fantasia, L'art de jouer la fantaisie, texte original intégral, introduction, traduction et notes par Jean-Philippe Navarre, Les Presses du Collège Musical, collection A.M.I.C.V.S, 2023  (ISBN 9782955807699)